# Argument de Frattini
Pour les articles homonymes, voir Frattini.
En mathématiques, et plus particulièrement en théorie des groupes, on appelle argument de Frattini le théorème suivant : si G est un groupe, H un sous-groupe normal fini de G et P un sous-groupe de Sylow de H, alors G = H NG(P) (où NG(P) désigne le normalisateur de P dans G).

## Démonstration
Dans les hypothèses ci-dessus (G est un groupe, H un sous-groupe normal fini de G et P un sous-groupe de Sylow de H), prouvons que G = H NG(P). Soit g un élément de G. Il s'agit de prouver que g appartient à H NG(P). Puisque H est supposé normal dans G, l'automorphisme intérieur x ↦ gxg−1 de G induit un automorphisme (non forcément intérieur) de H. L'image gPg−1 de P par cet automorphisme de H est un sous-groupe de Sylow de H du même ordre que P, donc gPg−1 est conjugué de P dans H. Ceci signifie qu'il existe un élément h de H tel que gPg−1 = hPh−1. Alors h−1gPg−1h = P, autrement dit h−1g ∈ NG(P), d'où g ∈ H NG(P), ce qui, comme nous l'avons vu, démontre le théorème.

## Exemple d'utilisation
L'argument de Frattini permet par exemple de démontrer que si G est un groupe fini, P un sous-groupe de Sylow de G et M un sous-groupe de G contenant NG(P) (normalisateur de P dans G), alors M est son propre normalisateur dans G. (Appliquer l'argument de Frattini au groupe NG(M), à son sous-groupe normal M et au sous-groupe de Sylow P de M. On trouve
{\displaystyle (1)\qquad N_{G}(M)=MN_{N_{G}(M)}(P)}.
Il est clair que {\displaystyle N_{N_{G}(M)}(P)\subseteq N_{G}(P)\subseteq M}, donc le second membre de (1) est égal à M, d'où {\displaystyle N_{G}(M)=M}.)

## Généralisation
L'argument de Frattini admet la généralisation suivante, que certains auteurs appellent elle aussi argument de Frattini :
Théorème — Si G est un groupe opérant (à gauche ou à droite) sur un ensemble X et si H est un sous-groupe de G tel que l'opération de H sur X induite par celle de G soit transitive, alors,
pour tout élément x de X, G = H Gx, où Gx désigne le stabilisateur de x dans G.

## Histoire
L'argument de Frattini (sous sa forme particulière) fut énoncé et démontré par Giovanni Frattini en 1885, dans un article où il introduisait la notion de sous-groupe de Frattini.